# The Wolf Among Us
The Wolf Among Us – komputerowa gra przygodowa typu wskaż i kliknij, która ukazała się w pięciu odcinkach. Została wyprodukowana przez Telltale Games i wydana na platformy Microsoft Windows, macOS, PlayStation 3, PlayStation Vita, Xbox 360, Android i iOS. Gra osadzona jest w uniwersum wymyślonym przez Billa Willinghama, które jest głównym motywem serii komiksów Baśnie (ang. Fables).
| Gra                             | GameRankings                           | Metacritic                             |
| ------------------------------- | -------------------------------------- | -------------------------------------- |
| Episode 1 – Faith               | (PS3) 87,00% (X360) 80,96% (PC) 86,14% | (PS3) 83/100 (X360) 82/100 (PC) 85/100 |
| Episode 2 – Smoke and Mirrors   | (PS3) 86,40% (X360) 73,56% (PC) 78,04% | (PS3) 84/100 (X360) 74/100 (PC) 76/100 |
| Episode 3 – A Crooked Mile      |                                        |                                        |
| Episode 4 – In Sheep's Clothing |                                        |                                        |
| Episode 5 – Cry Wolf            |                                        |                                        |